# أم العراد
أم العراد هي هجرة تتبعُ لمحافظة الأحساء في المنطقة الشرقية في المملكة العربية السعودية.

## الموقع
تقع أم العبد على طريق الرياض - الدمام السريع، تقع علي بعد 110 كيلومترًا من الأحساء.

## المرافق
يوجد في أم العبد مدرسة أبتدائية، ومدرسة متوسطة للبنين، ومركز للدفاع المدني. 

## خدمات

### الزراعة
وضعت الحكومة خطة من خلال برنامج مكافحة حشرة سوسة النخيل الحمراء، ووقاية الزرعات بمحافظة الاحساء، من خلال نشر المصائد الفرمونية، والتي تعتبر عامل من عوامل مكافحة الحشرة، تم بذلك نشر عدد ثلاثون مصيدة فرمونية وعلى مساحة 30 دونم لمكافحة الحشرة في هجرة أم العراد.